# Buriton
Buriton è un villaggio e parrocchia civile dell'Inghilterra, appartenente alla contea dell'Hampshire.

## Storia
Circa un miglio a nord-ovest di Buriton si estendeva il vasto maniero di West Mapledurham, precedentemente proprietà delle famiglie Bilson e Legge, e successivamente dei Gibbons e Bonham-Carters. Edward Gibbon, autore del Declino e caduta dell'Impero romano, visse a Buriton Manor per gran parte della seconda metà del XVIII secolo. Il botanico John Goodyer fu sepolto a St Mary's dove è presente una vetrata a sua commemorazione.
I proprietari terrieri Bonham-Carters possedevano terreni intorno alla cittadina.

## Geografia
Si trova ai piedi della catena collinare South Downs, appena ad est della strada A3. Un chilometro a sud sorge la collina coperta di alberi di Head Down (205 m), uno dei punti più alti dei South Downs e fiancheggiato da entrambi i lati da altri due punti alti, War Down (244 m) e Oakham Hill (202 m).
La stazione ferroviaria più vicina si trova a Petersfield, a 2 miglia (3,3 km) a nord di Buriton.
Il villaggio ha due campi da tennis, due pub (The Five Bells e The Village Inn), un municipio, un laghetto con anatre e pesci, un parcheggio e la chiesa di Santa Maria. Non ci sono negozi all'interno del villaggio, ma è presente una scuola, "Buriton Primary School", con circa 80 alunni, provenienti sia da Buriton che dalle vicinanze.

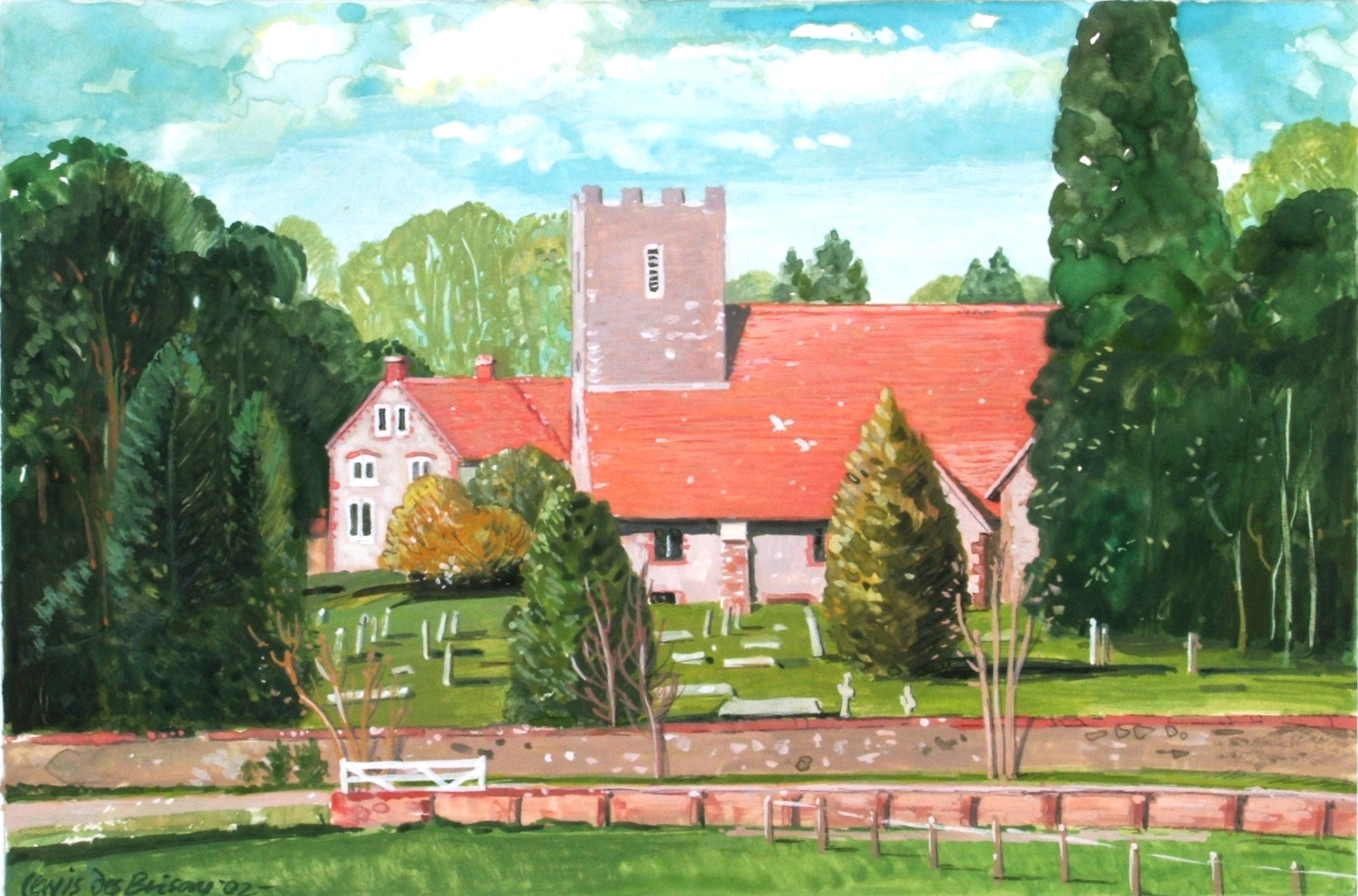
Dipinto del 2001 del pittore Lewis des Brisay che raffigura la chiesa di St Mary a Buriton.

Le strade principali di Buriton sono chiamate High Street e Petersfield Road.
È un luogo rurale, ad eccezione della linea ferroviaria che unisce Portsmouth a Londra. Sebbene per secoli il villaggio sia stato ritenuto più importante del vicino Petersfield, Buriton non ha mai ottenuto la propria stazione ferroviaria (a parte Woodcroft Halt, costruita durante la seconda guerra mondiale per il personale navale), perché la pendenza nella zona era considerata troppo ripida per consentire la costruzione di una stazione.
Buriton si trova nelle vicinanze del Queen Elizabeth Country Park ed è parte del South Downs National Park dal 2011.